# Теофилакт Лакапин
Теофилакт Лакапин (на средногръцки: Θεοφύλακτος Λακαπήνος или Λεκαπηνός) е патриарх на Константинопол от 2 февруари 933 до смъртта си през 956 г. Чичо на българската царица Ирина Лакапина.

## Произход и религиозна дейност
Теофилакт е третият константинополски патриарх, който е син на император, и единственият, който става патриарх по време на царуването на своя баща. Той е най-малкият син на византийския император Роман I Лакапин и неговата съпруга Теодора. Баща му планира да го направи вселенски патриарх още след смъртта на Николай Мистик през 925 година, но се изреждат още двама други патриарси и още две години с вакантен патриаршески пост, преди Теофилакт да стане на 16 години, за да го заеме. По това време или малко преди това Теофилакт е кастриран, за да се подпомогне с това кариерата му в църквата. Освен това баща му успява да осигури подкрепата на папа Йоан XI за издигането на Теофилакт на патриаршеския престол.
Неговото патриаршеско служение, продължило повече от 23 години, е необичайно дълго за този период от историята на Константинополската патриаршия. Освен паракимомена Василий Лакапин, Теофилакт е единственият представител на семейство Лакапини, който запазва височайшия си пост и след 945 г., когато фамилията е отстранена от властта.
Теофилакт Лакапин подкрепя стриктно политиката на баща си. Той дори изпраща църковни мисионери при маджарите, за да подпомогне дипломатическите усилия на империята в този регион в края на 40-те години на 10. ти век. След детронирането на Роман Лакапин, патриархът и паракимоменът Теофил организират заговор за връщането му на престола, но заговорът им бил разкрит, а повечето заговорници са наказани.
Църковната политика на Теофилакт Лакапин се придържа към принципите на икуменизма, за целите на което той поддържа близки отношения с патриарсите на Антиохия и Александрия. Освен това патриархът прави нововъведения в литургичния ритуал на Константинополската църква, засилвайки театралните елементи в него, което не се посреща добре от някои консервативни духовници от неговото обкръжение. Теофилакт Лакапин изпраща лично напътствия на българския цар Петър за методите, които държавата и църквата да използват за борба срещу новопоявилото се в земите му богомилство.
Критиците на Теофилакт Лакапин го описват като непочтителен човек, чиято главна страст са конете от огромната му лична конюшня, заради която веднъж дори напуска литургията в „Света София“, за да присъства на ожребването на любимата си кобила. 
Патриарх Теофилакт умира, след като пада от кон през 956 г.